# Ján Zlocha
Ján Zlocha (24. března 1942 Bratislava – 1. července 2013 tamtéž) byl slovenský fotbalista, československý reprezentant, vítěz Poháru vítězů pohárů, účastník mistrovství světa roku 1970 v Mexiku. Hrál 6 let v jednom týmu s bratrem Ľudovítem, rovněž československým fotbalovým reprezentantem.

## Klubová kariéra
Přestože od žákovských let vyrůstal ve Slovanu Bratislava, ligovou kariéru zahájil za Spartak Trnava (7/1964 – 12/1966), následovalo půl roku za Duklu Praha, poté roční návrat do Spartaku Trnava, v létě 1968 přestup do Slovanu Bratislava, kde se dočkal jako pilíř týmu největšího československého klubového úspěchu – 21. května 1969 vítězství v Poháru vítězů pohárů. Osobní radost si prožil o týden dříve – 14. května 1969 se mu narodila dcera. Kromě toho získal 3 mistrovské tituly – jedenkrát za Spartak Trnava a dvakrát za Slovan Bratislava, dále vítězství za Spartak Trnava v Středoevropském poháru. Za úspěch lze považovat i semifinále PMEZ 1967 za Duklu Praha, kde vypadli s pozdějším vítězem Celticem Glasgow. V Poháru mistrů evropských zemí nastoupil v 9 utkáních a dal 1 gól, v Poháru vítězů pohárů nastoupil ve 13 utkáních a v Poháru UEFA nastoupil ve 4 utkáních a dal 1 gól. Dorostenecký mistr Československa 1961, vítěz Československého poháru 1972 a vítěz Slovenského a finalista Československého poháru 1970.

## Reprezentační kariéra
První zápas proti Maďarsku 25. května 1969 byl v kvalifikaci na mistrovství světa roku 1970 v Mexiku, kam se československý tým probojoval a kde on odehrál jeden zápas ve skupině proti Rumunsku, současně to byl jeho poslední zápas v reprezentaci. V meziobdobí stihl další 2 zápasy, takže celkem sehrál 4 zápasy, bez vstřeleného gólu.

## Ligová bilance
| Ročník                                   | Zápasy | Góly | Minuty | Klub              |
| ---------------------------------------- | ------ | ---- | ------ | ----------------- |
| 1. československá fotbalová liga 1963/64 | 3      | 0    | 270    | Slovan Bratislava |
| 1. československá fotbalová liga 1964/65 | 17     | 1    | 1 509  | Spartak Trnava    |
| 1. československá fotbalová liga 1965/66 | 26     | 1    | 2 340  | Spartak Trnava    |
| 1. československá fotbalová liga 1966/67 | 13     | 0    | 1 113  | Dukla Praha       |
| 1. československá fotbalová liga 1967/68 | 18     | 1    | 1 620  | Spartak Trnava    |
| 1. československá fotbalová liga 1968/69 | 23     | 0    | 2 059  | Slovan Bratislava |
| 1. československá fotbalová liga 1969/70 | 19     | 0    | 1 659  | Slovan Bratislava |
| 1. československá fotbalová liga 1970/71 | 29     | 2    | 2 610  | Slovan Bratislava |
| 1. československá fotbalová liga 1971/72 | 30     | 2    | 2 700  | Slovan Bratislava |
| 1. československá fotbalová liga 1972/73 | 19     | 0    | 1 537  | Slovan Bratislava |
| 1. československá fotbalová liga 1973/74 | 2      | 0    | 15     | Slovan Bratislava |
| CELKEM 1. liga                           | 199    | 7    | 17 432 |                   |